# Jens Engberg
Jens Engberg, född 7 april 1936, död 13 mars 2024, var en dansk historiker.
Engberg tjänstgjorde som professor vid Aarhus universitet från 1976 till 2006. Hans forskningsintressen omfattade dels 1600-talets politiska och administrativa historia, dels Danmarks kulturpolitik.
Bland Engbergs publikationer märks bland annat Magten og kulturen, en översikt över Danmarks kulturpolitik åren 1750–1900 i tre band, för vilken författaren belönades med Georg Brandes-priset 2006.